# Raquel Martínez Rabanal
Raquel Martínez Rabanal (née en 1979 à Palencia, communauté autonome de Castille-et-León) est une journaliste et présentatrice de télévision espagnole.

## Biographie
Après des études à l'université de Séville et une licence en communication audiovisuelle, Raquel Martínez Rabanal est engagée par la radio nationale espagnole (Radio Nacional de España) où elle anime l'émission « La memoria del vino » à partir de 2004, ce qui lui vaut d'obtenir conjointement avec Oscar Sacristán le prix de journalisme « Provincia de Valladolid » la même année. En 2006, après avoir travaillé auprès du centre territorial de la TVE de Valladolid, elle commence à présenter plusieurs éditions du journal télévisé de la chaîne d'information en continu Canal 24 horas, de même que certaines éditions du journal télévisé de La 2. Pendant l'été 2007, elle remplace provisoirement María José Molina à la présentation d'un des magazines de la TVE, Gente. Elle est, depuis, un des principaux visages de Canal 24 horas.